# شهرستان شیجی
شهرستان شیجی (به لاتین: Xiji County) یک شهرستان‌های جمهوری خلق چین در چین است که در گویوان واقع شده‌است.